# Next Gen
Next Gen er en amerikansk, kinesisk og canadisk 3D-animationsfilm produceret af Baozou Manhua, Alibaba Pictures og Tangent Animation. Filmen er instrueret af Kevin R. Adams og Joe Ksander og medvirkende af stemmerne fra John Krasinski, Charlyne Yi, Jason Sudeikis, Michael Peña, David Cross og Constance Wu. Filmen blev frigivet den 7. september 2018 på Netflix.

## Handling
Da den ensomme Mai ved et uheld vækker en ultrahemmelig robot, danner de et umage venskab, og sammen bekæmper de bøller og en ondsindet plan.

## Medvirkende
| Rolle           | Engelsk          |
| --------------- | ---------------- |
| 7723            | John Krasinski   |
| Mai Su          | Charlyne Yi      |
| Justin Pin      | Jason Sudeikis   |
| Momo            | Michael Peña     |
| Dr. Tanner Rice | David Cross      |
| Q-Botok         | David Cross      |
| Molly Su        | Constance Wu     |
| Greenwood       | Kiana Ledé       |
| Ani             | Anna Akana       |
| RJ              | Kitana Turnbull  |
| Junior          | Jet Jurgensmeyer |
| Ric             | Issac Ryan Brown |